# Gornji Lakoš
Gornji Lakoš (mađarski: Felsölakos) je naselje u slovenskoj Općini Lendavi. Gornji Lakoš se nalazi u pokrajini Prekomurju i statističkoj regiji Pomurju. 

## Stanovništvo
Prema popisu stanovništva iz 2002. godine naselje je imalo 438 stanovnika.